# Diocesi delle Fær Øer

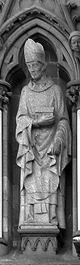
Il vescovo cattolico Erlendur delle Fær Øer.

La diocesi delle Fær Øer (in latino: Dioecesis Fareyensis) è una sede soppressa della Chiesa cattolica.

## Territorio
La diocesi comprendeva l'intero arcipelago.
Sede vescovile era il villaggio di Kirkjubøur, dove si trovava la cattedrale di San Magnus, oggi ridotta in rovina.

## Storia
Nel 999 il re di Norvegia Olaf Trygvason inviò il capo vichingo Sigmundur Brestisson con alcuni sacerdoti nell'arcipelago per battezzare il popolo ed istruirlo nella fede cristiana. L'evangelizzazione delle popolazioni locali fu portata avanti anche con l'uso della forza.
La missione di evangelizzazione delle isole continuò nel secolo successivo, grazie al supporto di alcuni vescovi missionari. Uno di questi, Bjarnvard (Bernardo), nel 1066 si trasferì in Norvegia, fondando la diocesi di Selje, da cui dipendevano i cattolici dell'arcipelago.
Verso la fine dell'XI secolo fu eretta la diocesi delle Fær Øer, con sede a Kirkjubøur, dove si trovava la cattedrale e una scuola di teologia per la formazione dei preti; a questa scuola si formò anche il futuro re di Norvegia, Sverre I. La diocesi fu organizzata in 7 parrocchie, furono costruite numerose chiese e si organizzarono le feste liturgiche, che segnarono profondamente la vita degli abitanti.
Non sono state trovate tracce di monasteri nell'arcipelago delle Fær Øer, ma alcuni toponimi rivelano che in passato c'erano stati alcuni monasteri.
Inizialmente era suffraganea di Brema-Amburgo, nel 1104 la diocesi entrò a far parte della provincia ecclesiastica di Lund e nel 1153 in quella di Nidaros.
I vescovi erano eletti dal capitolo della cattedrale di Bergen e confermati dai metropoliti. Il più noto, grazie ad una biografia scritta nel XIV secolo, è Erlendur, canonico di Bergen, che fu eletto nel 1269; a lui si deve la costruzione della cattedrale di San Magnus. Il suo episcopato rappresenta l'apogeo della vita della diocesi, cui seguì un lungo periodo di decadenza. Tra il 1453 e il 1533 non sono noti vescovi per questa diocesi, che rimase vacante per 80 anni.
L'ultimo vescovo cattolico delle isole, Ámundur Ólavsson, che fu costretto a dimettersi nel 1538 o nel 1540. Già durante il suo episcopato si manifestarono segni di una certa insofferenza nei confronti del papato di Roma. Il vescovo infatti non era stato eletto dal capitolo di Bergen, ma dagli stessi abitanti delle isole e confermato dal re; inoltre la chiesa locale aveva smesso, fin dal 1520, di pagare l'obolo di San Pietro. Con l'avvento della riforma protestante gli abitanti delle isole abbracciarono la nuova confessione religiosa.

## Cronotassi dei vescovi
- Gudmund † (circa 1086 - circa 1116 deceduto)[5]
- Orm †
- Mathias † (circa 1116 - 1157/1158 deceduto)
- Roe † (1162 - ?)
- Svend † (?- 1212 deceduto)
- Sverker † (1216 - 1237 deceduto)
- Bergsven † (circa 1237 - 1243 deceduto)
- Nikolaus †
- Peter † (1246 - 19 agosto 1257 nominato vescovo di Bergen)
- Gaute † (1267 - 1268 deceduto)
- Erlendur † (1269 - 13 giugno 1308 deceduto)
- Lodin † (1309 - 1316 deceduto)
- Signar † (1320 - circa 1342 deceduto)
- Håvard † (circa 1342 - 1348 deceduto)
- Arne † (circa 1348 - ? deceduto)
- Arne Svæla † (18 dicembre 1359 - ?)
- Rikard † (deceduto)
- William Northbrigg, O.P. †
- Vigbold, O.F.M. † (23 gennaio 1391 - ?)
- Jon den dominikanske, O.P. † (9 dicembre 1407 - ? deceduto)
- Severinus, O.F.M. † (4 maggio 1431 - ?)
- Jon høvdingen, O.F.M. † (31 gennaio 1435 - ?)
- Hemming † (1442 - 1453 deceduto)
- Jon † (1º giugno 1453 - ?)
  - Sede vacante
- Ámundur Ólavsson † (gennaio 1533 - 1538 o 1540 dimesso)